# پولک (کالبدشناسی)

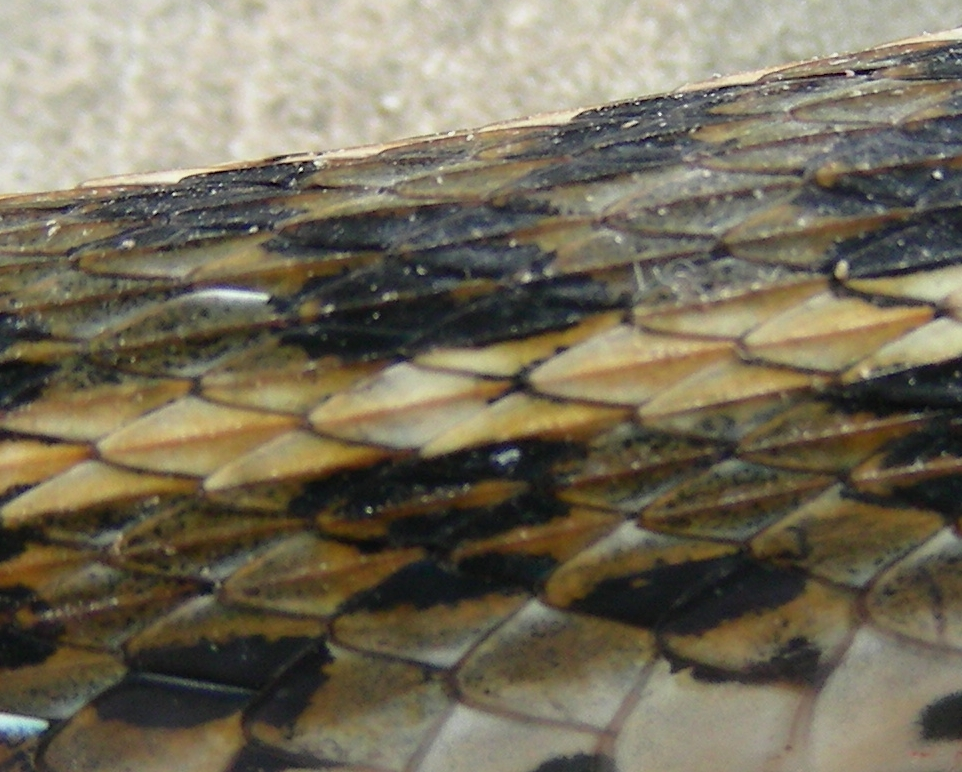
فلس‌های یک نوع مار

پولَک یا فَلس در واژگان تخصصی و نام‌های زیست‌شناختی صفحه‌ای سفت و محکم است که برای کارکرد محافظتی روی پوست یک حیوان می‌روید. در گونه‌های متعلق به راستهٔ پروانه‌سانان (پروانه و شاپرک)، پولک‌ها صفحاتی بر روی سطح بال حشره هستند و رنگ‌آمیزی حشره را تشکیل می‌دهند. پولک‌ها بخش کالبدشناختی و اندامی رایجی هستند و چند بار در فرایند فرگشت همگرا با تفاوت در ساختار و کارکرد دچار دگرگونی شده‌اند. به‌طور عمومی، پولک‌ها بخشی از دستگاه پوششی بدن جاندار هستند. انواع گوناگونی فلس یا پولک بسته به شکل پولک و طبقه‌بندی جاندار وجود دارد. بسیاری از ماهی‌ها، حشراتی مانند پروانه‌ها، بیشتر خزندگان (نظیر مارها و سوسمارها)، اکثر پرندگان در قسمت پا و همچنین برخی پستانداران (مانند آرمادیلو و پانگولین (نوعی مورچه‌خوار)) دارای پولک یا فلس هستند.

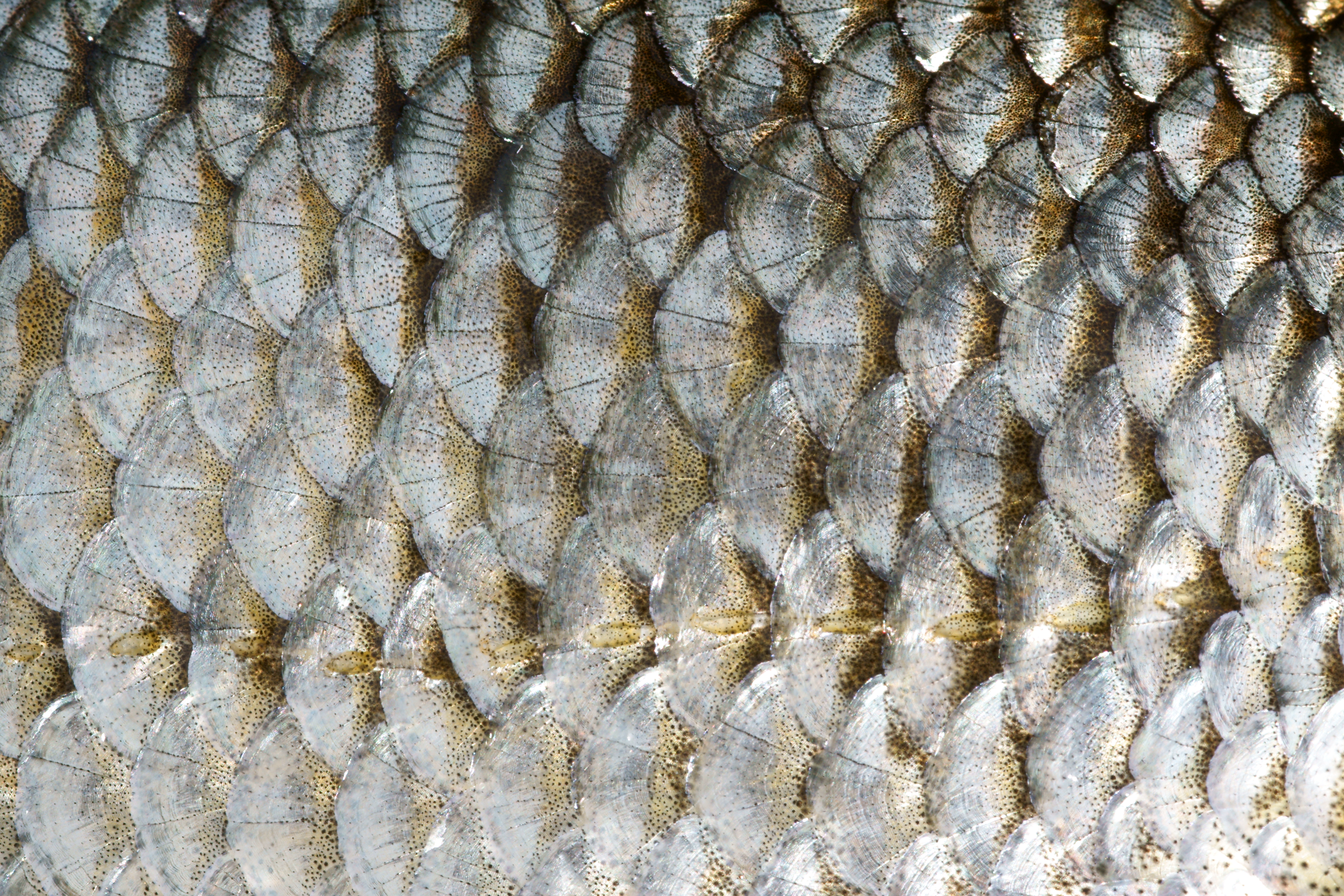
پولک‌های یک نوع ماهی (ماهی کلمه)

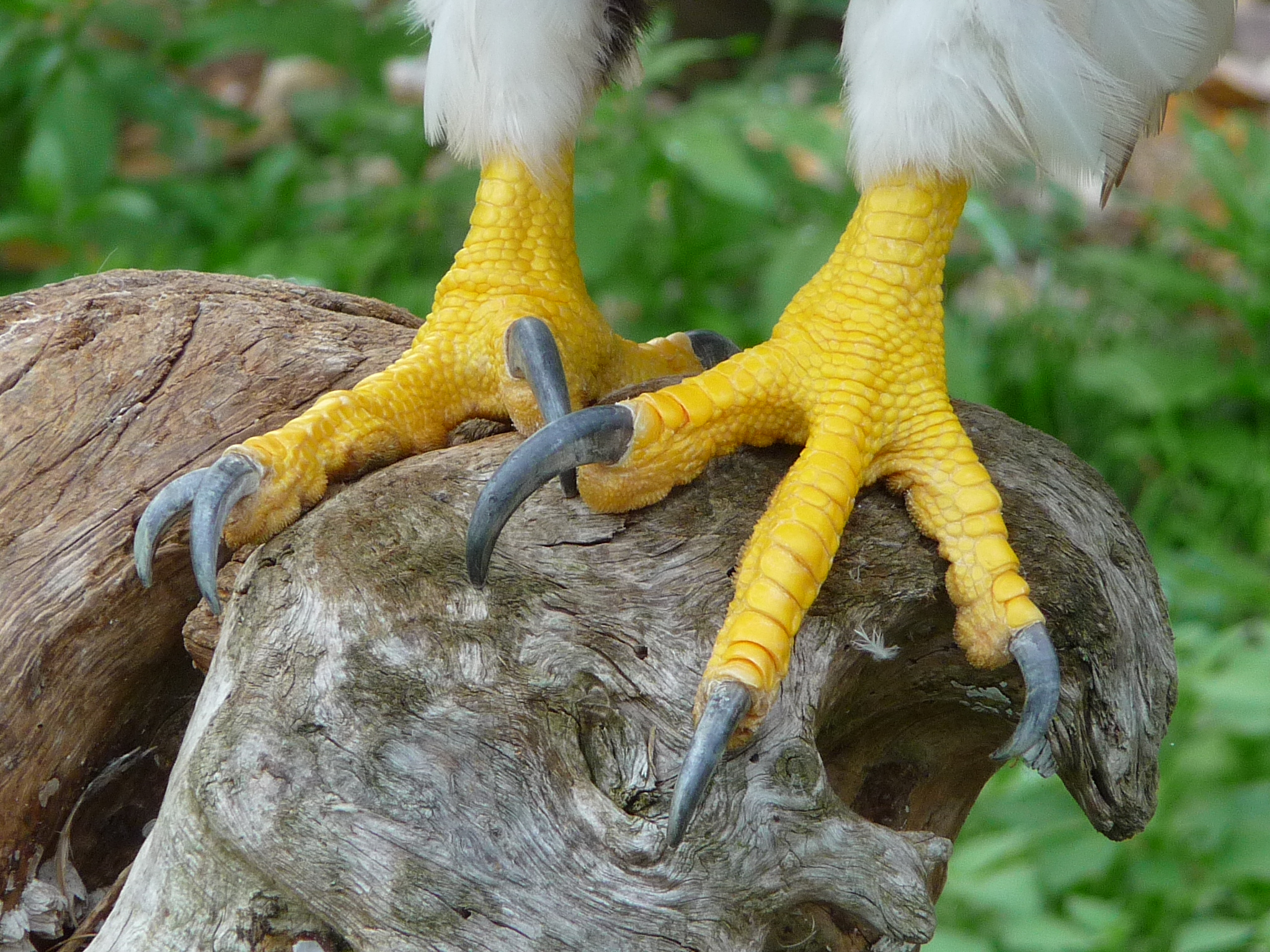
فلس‌های ویژه بر روی چنگال‌های یک عقاب